# Lullaby (песня Nickelback)
«Lullaby» (англ. Колыбельная)— песня, ставшая четвёртым синглом канадской рок-группы Nickelback с их седьмого студийного альбома Here and Now. Сингл был издан 24 февраля 2012 года. По итогам продаж он получил статус Золотого в Австралии и Канаде.

## Видеоклип
Режиссёром видеоклипа «Lullaby» стал Найджел Дик. Видеоклип был снят в Калифорнии 28 января 2012 года. Премьера клипа состоялась 22 марта на телеканале VH1. По сюжету видеоклипа молодая мать умирает сразу же после родов; отец (его играет Джастин Джеймс Хьюз) вынужденный воспитывать новорожденного в одиночку, сомневается в своих силах и думает отдать его на усыновление; видео, снятое с его возлюбленной во время её беременности меняет его решение, и он решает оставить ребёнка. Также существует версия видеоклипа с выступлением группы, без сюжетной линии, транслируемая каналом Kerrang! TV и некоторыми другими.

## Список композиций
CD Single (RR 3618-2)
| №  | Название                     | Длительность |
| -- | ---------------------------- | ------------ |
| 1. | «Lullaby»                    | 3:48         |
| 2. | «If Today Was Your Last Day» | 4:08         |

Promo CD Single (PRO16951)
| №  | Название                  | Длительность |
| -- | ------------------------- | ------------ |
| 1. | «Lullaby» (Pop Mix Edit)  | 3:28         |
| 2. | «Lullaby» (Pop Mix)       | 3:38         |
| 3. | «Lullaby» (Album Version) | 3:48         |

| Чарт (2011-12)                             | Наивысшая позиция |
| ------------------------------------------ | ----------------- |
| (ARIA)                                     | 58                |
| (Ö3 Austria Top 40)                        | 27                |
| Бельгия/Фландрия (Ultratip Bubbling Under) | 3                 |
| (Canadian Hot 100)                         | 52                |
| Canadian Adult Contemporary                | 21                |
| (Media Control AG)                         | 36                |
| Польша (Polish Airplay Top 100)            | 1                 |
| Словакия (Rádio — Top 100)                 | 99                |
| Швейцария (Schweizer Hitparade)            | 45                |
| (UK Singles Chart)                         | 194               |
| (UK Rock Chart)                            | 3                 |
| (Billboard Hot 100)                        | 89                |
| (Billboard Rock Digital Songs)             | 8                 |
| (Billboard Adult Pop Songs)                | 15                |

| Страна    | Статус  | Дата            | Продажи |
| --------- | ------- | --------------- | ------- |
| Австралия | Золотой | 2012            | 35,000  |
| Канада    | Золотой | August 27, 2012 | 40,000  |